# Amiserica taplejungensis
Amiserica taplejungensis är en skalbaggsart som beskrevs av Ahrens 2004. Amiserica taplejungensis ingår i släktet Amiserica och familjen Melolonthidae. Inga underarter finns listade i Catalogue of Life.